# Sertularella whitei
Sertularella whitei är en nässeldjursart som beskrevs av Rees och Vervoort 1987. Sertularella whitei ingår i släktet Sertularella och familjen Sertulariidae. Inga underarter finns listade i Catalogue of Life.